# りぼん
『りぼん』 (RIBON) は、集英社が発行する日本の漫画雑誌。

## 概要
『なかよし』（講談社発行）、『ちゃお』（小学館発行）と並ぶ、三大小中学生向け少女漫画雑誌の一つ。1955年8月3日創刊、2015年8月に創刊60周年を迎えた。コミックスは『りぼんマスコットコミックス』のレーベル名で毎月15日頃に発売されている。
創刊50周年の際、ベネトン・ジャパンと提携して、「ちびまる子ちゃん」や「アニマル横町」などのキャラクターTシャツを作ったことがある。国際連合世界食糧計画 (WFP) とも提携しており、売り上げの一部は国際連盟世界食糧計画に寄付された。
読者の対象年齢は小学校から高等学校までの少女とされていたが、現在は小学校から中学校程度。
りぼんのマスコットキャラクター、りぼんちゃんをデザインしたのは週刊少年ジャンプ、週刊少年サンデーなどのマスコットマークをデザインした永井一正。

## 沿革
1955年8月3日、『少女ブック』の妹雑誌および幼女向け総合月刊誌として創刊された。掲載内容は、グラビア・おしゃれや習い事についての読み物・少女漫画など。初代編集長は長野規。定価は100円。1958年ごろから、少女漫画の数が増え、少女漫画誌と呼べる内容になった。
1970年代末期から1980年代半ばにかけて、マンガ評論流行の影響もあり、本誌の特徴的な作風を「おとめちっく」と呼ぶ一種のブームが起こった。当時の主要作家の1人、田渕由美子が早稲田大学に在学したことから、早大おとめちっくくらぶはじめ、東大ほか多数の高校・大学に同種のサークルが男子学生を中心に組織された。この時期の主要作家には、ほかに陸奥A子・太刀掛秀子などが挙げられる。また、1970年代から付録の多様化が行われ、特に1975年以降は前述のおとめちっく作家による付録が毎号付属し、またその付録自体のファンシーグッズとしてのセンスのよさが、この時期の高年齢層の読者の支持を集めたとされる。
1980年代後半から1990年代半ばにかけて部数が上昇し始め、1993年末には少女漫画誌では史上最高の部数となる255万部を発行した。しかし、その年から部数は徐々に減少し、2002年には発行部数で『ちゃお』に抜かれてしまう。
2002年夏ごろには80万部以上あった部数が4年後の2006年には約40万部に半減した。これにより『なかよし』にも抜かれてしまい、三大小中学生向け少女漫画雑誌の中では最下位となった。その後、2010年10月から2011年9月までの平均発行部数は20.9万部（2007年は38万部、2008年は33万部、2009年は27万部、2010年は24.3万部）と、最盛期に比較して10分の1以下の数字にまで下がったが、今度は『なかよし』の発行部数が低下したため、三大小中学生向け少女漫画雑誌中の最下位から脱した（ただし、別のデータの2010年の年間平均では『なかよし』の方が部数は上である）。
2019年11月6日、第1回野間出版文化賞を受賞。
2023年9月号(2023年8月3日発売)で同日発売の『ちゃお』2023年9月号とコラボし、本誌の『ハニーレモンソーダ』（村田真優）と『ちゃお』の『シャイニング!』（まいた菜穂）のイラストが描かれた表紙がつながるという、創刊から初めての試みが行われている。これは2023年8月19日・20日にパシフィコ横浜にて小学館・小学館集英社プロダクションが主催、集英社が特別協賛する合同イベント『ちゃお×りぼん ガールズコミックフェス』（詳細はちゃおフェスを参照）が開かれることを記念したもの。 
2023年10〜12月期にかけては数ある少女向けコミック誌の中で印刷証明付き部数が1位と発表された。 

## 歴代編集長
- 長野規 - 1955年9月号（創刊時） -
- 木曽義昭 -  - 1974年5月号
- 徳永孝雄 - 1974年6月号 -
- 渡辺浩志 - 1976年7月号 - [1]
- 山田英樹 - 1985年12月号 -
- 中森美方 - 1992年5月号 -
- 今井鈴人 - 1996年5月号 -
- 村井憲司 - 2001年9月号 -
- 冨重実也 -
- 相田聡一 - 2018年 -

## 発行部数
- 1955年 - 15万部[12]
- 1978年6月、公称135万部[13]
- 1979年7月、公称135万部[14]
- 1980年7月、公称150万部[15]
- 1981年9月、公称150万部[16]
- 1982年12月、公称150万部[17]
- 1984年4月、公称170万部[18]
- 1985年3月、公称180万部[19]
- 1986年3月、公称200万部[20]
- 1987年3月、公称200万部[21]
- 1988年3月、公称200万部[22]
- 1989年2月、公称230万部[23]
- 1990年2月、公称230万部[24]
- 1991年2月、公称230万部[25]
- 1991年4月 - 1992年3月、公称240万部[26]
- 1992年4月 - 1993年3月、公称240万部[27]
- 1993年1月 - 12月、推定228万部[28]
- 1993年4月 - 1994年3月、公称240万部[29]
- 1994年、255万部
- 1994年1月 - 12月、推定230万部[30]
- 1995年1月 - 12月、推定216万部[31]
- 1996年1月 - 12月、推定175万部[32]
- 1997年1月 - 12月、推定163万部[33]
- 1998年1月 - 12月、推定135万部[34]
- 1999年1月 - 12月、推定135万部[35]
- 2000年1月 - 12月、推定135万部[36]
- 2003年9月1日 - 2004年8月31日、72万9167部[37]
- 2004年9月 - 2005年8月、53万75部[37]
- 2005年9月1日 - 2006年8月31日、40万部[37]
- 2006年9月1日 - 2007年8月31日、37万6666部[37]
- 2007年10月1日 - 2008年9月30日、33万0000部[37]
- 2008年10月1日 - 2009年9月30日、27万4167部[37]
- 2009年10月1日 - 2010年9月30日、24万3334部[37]
- 2010年、24万部（年間平均）[7]
- 2010年10月1日 - 2011年9月30日、20万9334部[37]
- 2011年10月1日 - 2012年9月30日、21万2500部[37]
- 2012年10月1日 - 2013年9月30日、20万1667部[37]
- 2013年10月1日 - 2014年9月30日、20万2500部[37]
- 2018年10月1日 - 2019年9月30日、13万9667部[37]
- 2019年10月1日 - 2020年9月30日、13万1917部[37]
- 2020年10月1日 - 2021年9月30日、13万3000部[37]
- 2021年10月1日 - 2022年9月30日、13万1667部[37]
- 2022年10月1日 - 2023年9月30日、12万6250部[37]

|        | 1〜3月     | 4〜6月     | 7〜9月     | 10〜12月   |
| ------ | ---------- | ---------- | ---------- | ---------- |
| 2008年 |            | 326,667 部 | 313,334 部 | 300,000 部 |
| 2009年 | 280,000 部 | 260,000 部 | 250,000 部 | 250,000 部 |
| 2010年 | 250,000 部 | 240,000 部 | 233,334 部 | 217,500 部 |
| 2011年 | 215,000 部 | 198,000 部 | 206,000 部 | 210,000 部 |
| 2012年 | 210,000 部 | 216,667 部 | 213,334 部 | 202,500 部 |
| 2013年 | 200,000 部 | 203,334 部 | 200,000 部 | 202,500 部 |
| 2014年 | 205,000 部 | 200,000 部 | 203,334 部 | 200,000 部 |
| 2015年 | 200,000 部 | 196,667 部 | 186,667 部 | 180,000 部 |
| 2016年 | 180,000 部 | 180,000 部 | 183,333 部 | 178,750 部 |
| 2017年 | 175,000 部 | 170,000 部 | 166,667 部 | 155,000 部 |
| 2018年 | 150,000 部 | 150,000 部 | 143,333 部 | 141,250 部 |
| 2019年 | 140,000 部 | 139,200 部 | 137,800 部 | 134,000 部 |
| 2020年 | 133,000 部 | 127,333 部 | 133,000 部 | 133,000 部 |
| 2021年 | 133,000 部 | 133,000 部 | 133,000 部 | 130,000 部 |
| 2022年 | 130,000 部 | 130,000 部 | 136,667 部 | 130,000 部 |
| 2023年 | 125,000 部 | 125,000 部 | 125,000 部 | 125,000 部 |
| 2024年 | 125,000 部 | 118,333 部 | 113,333 部 | 110,000 部 |
| 2025年 | 110,000 部 | 105,000 部 |            |            |

## 連載作品
以下、2025年8月1日（2025年9月号）現在連載中の作品。
| 作品名                             | 作者（作画）     | 原作者など                                                                                    | 開始号       | 映像関連   | 備考         |
| ---------------------------------- | ---------------- | --------------------------------------------------------------------------------------------- | ------------ | ---------- | ------------ |
| HIGH SCORE                         | 津山ちなみ       | —                                                                                             | 1995年4月号  | 原作引用作 |              |
| アニマル横町                       | 前川涼           | —                                                                                             | 2001年1月号  | 原作引用作 |              |
| 絶叫学級 転生                      | いしかわえみ     | —                                                                                             | 2015年7月号  | 原作引用作 |              |
| ハニーレモンソーダ                 | 村田真優         | —                                                                                             | 2016年2月号  | 原作引用作 |              |
| ほわころくらぶ in りぼん           | えちがわのりゆき | —                                                                                             | 2018年6月号  |            |              |
| 青に落雷                           | 虹沢羽見         | —                                                                                             | 2022年10月号 |            |              |
| 絶世の悪女は魔王子さまに寵愛される | 朝香のりこ       | ＊あいら＊（原案）                                                                            | 2023年3月号  |            |              |
| no words.                          | maki             | —                                                                                             | 2023年12月号 |            | イラスト連載 |
| となりはふつうのニジカ（ちゃん）   | 柚原瑞香         | —                                                                                             | 2024年3月号  |            |              |
| 拾った戌井くんと恋をする           | 行村コウ         | —                                                                                             | 2024年6月号  |            |              |
| えんじぇるめいと                   | こきち           | —                                                                                             | 2024年8月号  |            |              |
| 十字架にくちづけ                   | かるき春         | —                                                                                             | 2024年11月号 |            |              |
| 愛しのキテレツ                     | 優月うめ         | —                                                                                             | 2025年3月号  |            |              |
| はじめてのおにいちゃん             | 香純裕子         | —                                                                                             | 2025年4月号  |            |              |
| お兄ちゃんは究極アイドル           | 進月かほ         | —                                                                                             | 2025年5月号  |            |              |
| 都市伝説解体センター Parallel File | いしかわえみ     | 『都市伝説解体センター』（墓場文庫）（原作） 集英社ゲームズ（協力）                           | 2025年5月号  |            |              |
| とある姉妹と有象無象               | 桃瀬らも         | —                                                                                             | 2025年6月号  |            |              |
| 曖昧ブルー・ビースト               | 酒井まゆ         | —                                                                                             | 2025年7月号  |            |              |
| 霧島くんは普通じゃない             | 森乃なっぱ       | 麻井深雪（『霧島くんは普通じゃない』集英社みらい文庫）（原作）                                | 2025年8月号  |            |              |
| 翔けて春風                         | 木下ほのか       | —                                                                                             | 2025年9月号  |            |              |
| 君が愛を知りますように             | 佐々木奈緒       | —                                                                                             | 2025年9月号  |            |              |
| マジカルクラフト                   | 熊乃すず         | Nintendo Switchゲーム『マジカルクラフト 猫と魔法のドレス』（原作） イマジニア株式会社（協力） | 2025年9月号  |            |              |

### 隔月連載
| 作品名               | 作者（作画） | 原作者など | 開始号      | 映像関連 | 備考 |
| -------------------- | ------------ | ---------- | ----------- | -------- | ---- |
| ニャーおっさん       | コンドウアキ | —          | 2015年1月号 |          |      |
| さよならミニスカート | 牧野あおい   | —          | 2018年9月号 |          |      |

### 不定期連載
| 作品名           | 作者（作画） | 原作者など                 | 開始号       | 映像関連   | 備考                                                             |
| ---------------- | ------------ | -------------------------- | ------------ | ---------- | ---------------------------------------------------------------- |
| COJI-COJI        | 小萩ぼたん   | さくらももこ（原作・脚本） | 2024年12月号 |            |                                                                  |
| ちびまる子ちゃん | 小萩ぼたん   | さくらももこ（原作・脚本） | 2019年11月号 | 原作引用作 | 2021年8月号までの作画担当は 「さくらプロダクション」とのみ表記。 |

## カラー扉について
他誌に見られる巻頭見開きカラー扉や新連載第1話カラー扉はもちろんのこと、連載開始以来終了までカラー扉が続いた作品も少なくない。基本的にカラー扉を任されるのはストーリー漫画のみであるが、人気のある4コマ・ショート漫画が例外的にカラー扉を任されることもある（『アニマル横町』・『チョコミミ』）。
また、すべてのストーリー連載作品の扉がカラー扉だったことがある。
さらに2006年以降、ピンナップスタイルの見開きカラー扉も登場している。

## 増刊号・派生誌
りぼん増刊
1984年休刊。不定期刊。
別冊りぼん
1966年創刊、1968年休刊。季刊。
りぼんコミックス
1967年創刊、1968年休刊。奇数月刊。第6号からジュニアコミックに改称。
りぼんコミック
1968年創刊、1971年休刊。月刊。「『りぼん』の姉妹誌として創刊され70万部も売れる程好調であったが、集英社初の女性雑誌『non-no』の創刊に伴って『りぼんコミック』が休刊になった」と、当時主任編集であった佐治輝久が少女漫画を特集した雑誌『Pen』（阪急コミュニケーションズ）企画の2013年座談会にて、自身の経歴を語る中で証言している。
りぼんデラックス
1975年8月19日創刊、1978年休刊。季刊。全11冊
1975年創刊号（8月19日発売）
1976年冬の号（1月19日発売）、春の号（4月17日発売）、夏の号（8月19日発売）、秋の号（10月19日発売）
1977年冬の号（1月14日発売）、春の号（4月19日発売）、夏の号（8月19日発売）、秋の号（10月19日発売）
1978年冬の号、春の号
ぶ〜け
1978年創刊、2000年廃刊。「りぼん」と「マーガレット」を母体に創刊された。詳しくは該当項目を参照。
りぼんオリジナル
1981年創刊、2006年6月号をもって事実上廃刊。奇数月18日頃発売されていた。2005年12月号から表記をRIBONオリジナルに変更していた。詳しくは該当項目を参照。
りぼん大増刊号
1990年創刊。年3 - 4回刊行。若手作家の読み切りが中心だが、本誌作家の読み切りが巻頭を飾ることもある。もともとは「りぼんびっくり大増刊号」というタイトルだったが、2005年12月発売号以降は頻繁にタイトルが変更になっている。以下ここにその変遷を記す。
「りぼんチャレンジ!大増刊号」（2005年12月発売号・2006年3月発売号）→「りぼん超びっくり大増刊号」（2006年8月発売号 - 2007年3月発売号）→「りぼん大増刊号 りぼんスペシャル」（2007年7月発売号 - ）
なお、「チャレンジ!」では、1位になった作家が本誌連載を獲得できるという、若手作家の人気投票（2005年12月発売号ではストーリー作家、2006年3月発売号ではショート&ギャグ作家）が行われた。
りぼんおたのしみ増刊号
1994年創刊。お盆前後と年末に発売されていた。本誌連載の番外編が中心であったが、「りぼんびっくり大増刊号」に吸収される形で姿を消した。
りぼんティーンズ増刊号
1996年創刊、1998年休刊。年に1、2回発売されていた。「Cookie」に吸収される形で姿を消した。
Cookie
1999年に「ぶ〜け」との合同増刊として創刊、2号発行されたあと、2000年5月に独立した雑誌として新創刊。詳しくは該当項目を参照。
あみ〜ご!
2006年7月18日に「りぼんピカピカ増刊 あみ〜ご!」というタイトルで発刊された。内容は『アニマル横町』、『出ましたっ!パワパフガールズZ』などのアニメ化作とタイアップ作品を前面に押し出したものである。以後増刊扱いとして不定期に発売されていたが、2007年12月に発売された第5号を最後に事実上廃刊した。なお、第4号と第5号については「りぼんピカピカ増刊」ではなく「りぼん特別編集」と名乗っており、『ちびまる子ちゃん』（アニメ、ドラマ版を含む）しか取り上げていない。
それ以前にも、『満月をさがして』と『アニマル横町』がアニメ化された時に、その作品（アニメ版を含む）のみを特集した増刊号が発行されたことがある。
りぼんファンタジー増刊号
ファンタジー系の読み切りのみを掲載する増刊号。2009年10月23日に第1号が刊行され、第2号は2010年10月22日に刊行された。

## タイアップ

### テレビアニメ
1960年代は「ドンキッコ」（ピー・プロダクション製作、フジテレビほかで放送）、「魔法使いサリー」、「ひみつのアッコちゃん」（いずれも東映動画製作・NET系列ほかで放送）がアニメ化されていたが、「ひみつのアッコちゃん」が終了した1970年からはアニメとの関係はしばらく途絶えた。1980年代は「ハニーハニーのすてきな冒険」（国際映画社製作・フジテレビほかで放送）と「ときめきトゥナイト」（東宝およびグループ・タック製作・日本テレビほかで放送）がアニメ化された。しかし、前者はアニメ化の10年以上前に連載されていたという代物であり、後者は連載が始まって半年もたたない内に放送されたが漫画そのものは通算10年続いたのに対してアニメの方は1年で終了している。
1990年に「ちびまる子ちゃん」が日本アニメーション製作・フジテレビ系列ほか放映でテレビアニメ化され、国民的大ヒットとなった。なお、「ちびまる子ちゃん」のアニメは1992年9月に一度は終了したが、1995年1月に再開、2016年春の改編時点現在でもフジテレビ系列および山梨放送(日本テレビ系列)で放送中。『ちびまる子ちゃん』の一時休止時には入れ替わるかのように『姫ちゃんのリボン』（ぎゃろっぷ製作・テレビ東京系列ほかで放映）と『ママレード・ボーイ』（東映動画製作・一部地域除くテレビ朝日系列ほかで放映、製作ホスト局は朝日放送〈現：朝日放送テレビ〉）がアニメ化された。また、『姫ちゃんのリボン』終了後はその枠で『赤ずきんチャチャ』→『ナースエンジェルりりかSOS』→『こどものおもちゃ』が放送されている。
しかし、『ママレード・ボーイ』の後継作の『ご近所物語』はヒットしたとは言えない結果に終わり、次番組は本誌作品ではなくなった。また、『こどものおもちゃ』、『ケロケロちゃいむ』についても、後番組が『りぼん』の作品でなくなった。『こどものおもちゃ』と入れ替わる格好で、テレビ東京系列で日曜朝に放送された『魔法のステージファンシーララ』（Studioぴえろ製作、製作ホスト局はテレビ大阪）のコミカライズを手掛けたが、こちらもヒットしたとは言えない結果に終わっている。
その後、1999年から2000年にかけて『神風怪盗ジャンヌ』をブラウン管に送り込んだ（東映アニメーション製作、一部系列局除くテレビ朝日系列で放送）ものの、原作の人気をテレビアニメに持ち込むことが出来ずに失敗、その後の『超GALS!寿蘭』（『GALS!』をアニメ化した際のタイトル）（2001-2002年、ぴえろ製作、テレビ東京系列で放送）や『満月をさがして』（2002-2003年、スタジオディーン製作、テレビ東京系列で放送）も同じ憂き目にあった。
2003年の『ウルトラマニアック』（葦プロダクション(当時)製作、アニマックスで放送）と翌2004年の『愛してるぜベイベ★★』（トムス・エンタテインメント製作、こちらもアニマックスで放送）のようにCSのアニメ番組専門局での放送に活路を見出そうとしたこともあったが、この路線は2作限りで終了した。その後2005年10月から2006年9月にかけて『アニマル横町』がテレビ東京系列にて（同友アニメーションおよびぎゃろっぷ製作）、2009年10月から2010年12月にかけて、『夢色パティシエール』シリーズが読売テレビをホスト局に日本テレビ系列ほかにて（スタジオ雲雀製作）、それぞれ放送されたが、どちらも次番組は『りぼん』作品ではない。2011年11月から2012年1月にかけてキッズステーションで『HIGH SCORE』（DLE製作）が放送された。
1999年以降、コミカライズが増え始め、『ポポロクロイス ピノンの大冒険』（2003-2004年、トムス・エンタテインメント製作、テレビ東京系列で放送）、『リリとカエルと(弟)』(2006年、東映アニメーション製作、アニマックスで放送、単発テレビアニメのコミカライズ、同年の増刊枠『りぼん夏の超びっくり大増刊号』に掲載)、『出ましたっ!パワパフガールズZ』（2006-2007年、東映アニメーション製作、テレビ東京系列で放送、テレビアニメのコミカライズ）を漫画化した。さらに2009年6月号からNHK教育のコンピューター関連番組『天才てれびくんMAX ビットワールド』内で2009年4月から2010年3月まで放送されたミニアニメ『ヒゲぴよ』の4コマ漫画が連載されていた。さらに2010年2月号から同年10月号にかけて『あにゃまる探偵 キルミンずぅ』（サテライト、ハルフィルムメーカー、JM ANIMATION 制作、テレビ東京系列で放送）を漫画化した。
本誌で連載された原作を基にしたアニメ化作品は、『なかよし』や『ちゃお』といった他の小中学生向け少女漫画雑誌からのアニメ化作品と比べると、アニメと漫画が同時に終了せずにその後もそのまま漫画連載が続行される例が多い。

### テレビドラマ
メディアミックスとしては最初期の1960年に『やりくりアパート』（TBS系列、製作ホスト局は朝日放送）のコミカライズが、1964年に『てなもんや三度笠』（TBS系列および一部の日本テレビ系列、製作ホスト局は朝日放送）のコミカライズが、それぞれ連載された。それらは全て藤木てるみの絵によるものであった。その後1990年代に至るまではテレビドラマと関わることは全くなかった。
1994年に『お父さんは心配症』（一部系列局除くテレビ朝日系列、製作ホスト局は朝日放送）がテレビドラマ化されたものの、連載終了後（それもかなり経ってから）のテレビドラマ化だった。さらに1997年には『砂の城』（フジテレビ系列、製作ホスト局は東海テレビ）、2005年には『デザイナー』（TBS系列、製作ホスト局は毎日放送）がテレビドラマ化されたが、これらも『お父さんは心配症』同様、連載終了後（それもかなり経ってから）テレビドラマ化されたものだった。
2000年代後半には2006年に『生物彗星WoO』（NHK BS-2）とタイアップをしたり、2007年には『まるまるちびまる子ちゃん』（フジテレビ系列）、『チョコミミ』（テレビ東京系列）と作品としては地上波で原作からの引用作品を二作品同時に放送する状況になった。ただし、この状態もわずか半年ほどで解消された。
本誌で連載終了後、集英社の他誌にて続編を連載した『グッドモーニング・コール』もその続編と共に原作表記されて2016年にドラマ化された。
なお、「りぼんオリジナル」作品であり、なおかつ後に集英社の他誌に移動した作品ではあるが、『有閑倶楽部』が1986年と2007年にテレビドラマ化されたことがある。さらに2001年に台湾で『ママレード・ボーイ』が『橘子醬男孩』というタイトルでドラマ化されている。この作品は日本では長らく未公開であったが、2008年にDVDソフト化され視聴可能になった。

### 映画
「テレビアニメ化作品の映画版」を除けば、1984年に『月の夜 星の朝』が実写映画化された。その後1995年には『耳をすませば』がスタジオジブリの製作によりアニメ映画化されている。2013年には『絶叫学級』が、2021年には『ハニーレモンソーダ』が実写映画化された。なお、殆どの作品は東宝が配給を手掛けている（『ハニーレモンソーダ』は松竹配給）。
また、ショート漫画『くまちゃん』は1992年の同名の実写映画（小中和哉監督作品、小中は映画と漫画の初期話数の原作も手がけている）のタイアップ企画である。また、ディズニーが手掛けたミュージカルドラマ『ハイスクール・ミュージカル』の映画版が日本で封切られた際、その漫画版が本誌2009年3月号に掲載され、その直後に単行本が発売されている。
他に、イベント上映用として短編アニメ映画化された作品も複数存在する。

### OVA
1990年代に『ねこ・ねこ・幻想曲』（1991年）、 『ハンサムな彼女』（1992年）、『天使なんかじゃない』（1994年）、『赤ずきんチャチャ』、『こどものおもちゃ』（1995年）の5作がOVA化されている。『こどものおもちゃ』についてはOVA版リリースの翌年(1996年)にテレビアニメ化されている。
『ベイビィ★LOVE』（1997年）、『グッドモーニング・コール』（2001年）、『時空異邦人KYOKO』（2001年）のようにイベント上映された後、誌上通販（応募者全員サービス）による非売品OVA化された作品もある。
その後、ギャグ漫画『めだかの学校』が2001年にOVA化された。

### ノベライズ
『りぼん』の版元の集英社は、少女向け小説レーベルのコバルト文庫を擁しているが、1990年代半ばに、このコバルト文庫から、『ないしょのプリンセス』（水沢めぐみ）や『この手をはなさない』（小花美穂）や『ベイビィ★LOVE』（椎名あゆみ）がノベライズされたことがある。
また、『赤ずきんチャチャ』や『こどものおもちゃ』や『ケロケロちゃいむ』もコバルト文庫でノベライズされたことがあるが、これらの内容は漫画のノベライズではなくテレビアニメのノベライズである。もっとも、挿絵は原作者により描かれており（例えば「赤ずきんチャチャ」の場合は原作者によるアニメオリジナルの魔王との対決のイラストであったりする）、原作者のコメントが掲載されることもある。
さらに集英社は2011年に、集英社みらい文庫という児童文庫を立ち上げたが、本誌からは『絶叫学級』や『CRASH!』や『神風怪盗ジャンヌ』が小説化・シリーズ化されている。こちらの挿絵も原作者が手掛けている。

### ハローキティ
2007年から2009年にかけて、サンリオのキャラクターハローキティとのタイアップ作品を連載していた。
- ハローキティDOKI☆（2007年6月号 - 2008年5月号、作画:福米ともみ）
- ハローキティピース!!（2008年7月号 - 2009年6月号、作画:桃山あんず）

### インターネットラジオ
集英社はインターネットラジオ局「S-ラジ」を運営している。
その中に、ラジオドラマコンテンツ「VOMIC」（ボイスコミック）が存在する。そのVOMICのプログラムのひとつとして、2008年1月に『ロッキン★ヘブン』がラジオドラマ化された。以後、数作品がVOMICの手によってラジオドラマ化されている。
さらに「種村有菜のラジオDEシャキン★」という、種村有菜がパーソナリティーを務めるコンテンツ（番組）を、2008年5月30日からスタートさせている。

### インターネット動画
「りぼんチャンネル」をYouTubeとニコニコ動画に開設している。VOMICや『おはスタ』で放送されたショートアニメの再配信や、漫画のメイキングムービー、YouTubeでは雑誌の予告の紹介動画や掲載される作品から序盤のボイスコミックを配信したり、ニコニコ動画では以前付録になったヘアアレンジ紹介冊子付録の内容を動画にした他「りぼん×初音ミク放送局.com出張版」としてVOCALOID楽曲の紹介ブログを公開している。

### その他
テレビアニメ化やテレビドラマ化こそされていないが、応募者全員サービス用やイメージアルバムのプログラムのひとつとしてドラマCD化された作品が複数存在する。しかし、他誌の連載作品のような市販されたものはない。なお、アニメ化によるメディア展開に力を入れる前の1990年代前半期までは、複数の作品がイメージアルバム化されており、それらの収録曲の中には、原作者による歌唱が収録される事が多かった。さらに、そのリリース時期はレコードからCDへの移行期に重なり、後にCDで発売される場合もあった。
2003年の『ウサハナ』はサンリオ、2005年の『ももぶた』はサンエックスとのタイアップ作品である。そして2006年5月号から同年10月号まで、タカラ（現在のタカラトミー）の玩具チョロQとのタイアップ作品『ハッピーフレンズ チョロQZOO ビタイヌ』を連載した。これらは『くまちゃん』に始まるタイアップによるショート漫画路線であった。
2008年10月号から2011年7月号まで、ゲームメーカーコナミとのタイアップ作品『夢色パティシエール』が連載された。また、その『夢色パティシエール』のメディアミックスに関連して、2009年4月から6月まで子供向け情報番組『おはスタ』（テレビ東京系列ほかで放送・小学館集英社プロダクション制作）において『夢色パティシエール』のコーナーが放送された。『りぼん』の商売敵に当たる、小学館の『ちゃお』関連作品の情報を公開することが多かった『おはスタ』ではあるが、集英社の少女漫画雑誌に連載された作品が登場するのはこれが初めての試みだった。なお、『おはスタ』の本誌連載作紹介コーナーについては、同年7月は『絶叫学級』、8月からは『MOMO』を入れ替わりで取り上げた。さらに、コーナー放送に合わせて、『りぼん』のテレビCMが『おはスタ』で放送されたことがある。その後、2011年にも7月には再び『絶叫学級』が、2014年4月には『つばさとホタル』が、それぞれ取り上げられている。
ゲーム関係では、アーケードゲームの『プリティーリズム』のコミカライズが2010年8月号から2012年6月号まで連載されたほか、テレビゲームの『ポポロクロイス はじまりの冒険』のコミカライズ作品『ポポロクロイス ピノンの大冒険』が、『りぼんオリジナル』に連載されたことがある。なお、いずれの作品もテレビアニメ版がテレビ東京系列で放送されたことがある。
芸能界とのタイアップとしては、ジャニーズ事務所と組んだ漫画作品『Ya-Ya-yahがやってくる!』が2005年8月号から2006年5月号まで連載された。また、漫画作品ではないが、2010年1月号から2011年7月号までAKB48とのタイアップ企画が連載されたほか、2012年5月号からは、ジャニーズ事務所所属グループSexy ZoneおよびAKB48グループで福岡県福岡市を活動拠点とする女性アイドルグループHKT48との、それぞれのタイアップコーナーを連載している。
前述のように、ディズニーが手掛けたミュージカルドラマ『ハイスクール・ミュージカル』の映画版が日本で封切られた際、その漫画版が本誌2009年3月号に掲載された。なお、『なかよし』以外の少女漫画雑誌がディズニーとのタイアップを行ったのはこれが初めてである。
テレビゲーム機・携帯ゲーム機用のソフトについては、作品単体でリリースされたことはあった(例：『赤ずきんチャチャ』、『アニマル横町』など）が、（『なかよし』・『ちゃお』には存在する）複数の作品が登場するものに関しては、2011年6月末の時点まで、リリースされたことがない。

## りぼんガール
『りぼん』読者からオーディションによって選抜され、モデルとして誌面で活躍する女の子のこと。元の名称は「りぼんモデル」。2001年から2009年まで選出されていた。
主にカラーページの懸賞、付録ページ、ファッションページやりぼんガールステージなどで活躍していた。また、毎年7月号での懸賞ページでは、グランプリ受賞者がサイパンロケを行う。2008年度からはグアムロケになった。その年に選ばれるグランプリ、及び準グランプリの人数は決まっていなかった。
毎年10月号についてくる書類でオーディション募集を行い、選考が行われていた。進行順序は、『書類審査』⇒『二次選考』（面接、カメラテスト）⇒『読者投票』である。芸能事務所等に所属していない一般人から選抜される確率が高いが、その後芸能事務所に所属し、ファッションモデルや女優として活動する者もいる。

### 歴代りぼんガール
- 2001年度 グランプリ - 黒川智花
- 2002年度 グランプリ - 池絵梨香
- 2003年度 グランプリ - 谷口結子、渡辺唯子
- 2004年度 グランプリ - 提由莉奈

準グランプリ - 足立綾香、小笠原里香子、堀内理世
- 2005年度 グランプリ - 今野真菜、高橋悠

準グランプリ - 池田百花、伊藤夏帆、高橋晴香、本間翔子、渡辺梨夏子
- 2006年度 グランプリ - 葉月、丸山友加

準グランプリ - 井之上史織、細谷理紗、月那、三澤玲香、山崎春佳、酒田奈々、藤原玲奈、舘野沙也可
- 2007年度 グランプリ - 夏居瑠奈、西森愛美

準グランプリ - 伊藤梨沙子、幸本遥、小川沙亜野、大咲ひかり、香山ゆうか
- 2008年度 グランプリ - 阿部紗英、藤永留歌

準グランプリ - 佐藤初、廣川奈々聖、藤井杏梨樺、山田麻由
- 2009年度 グランプリ - 金倉菜摘

準グランプリ - 酒井彩花、柴田杏花、田辺桃子、宮崎れいな
- 2009年度以降のりぼんガール - 永野芽郁、青山愛依、椎名るか、芽奈、岡崎瑠花、川嶋夏実、歩乃圭（帆夏）、奥森皐月、吉村栞乙、吉村眞乙、朝倉さくら、成宮しずく、深川和音、森嶋さくら、鈴木遥夏、藤本ばんび、滝口芽里衣、新井美佳、森永怜杏、矢沢ミア
- 東宝シンデレラオーディション審査員特別賞（りぼん賞） - 井上音生
- バーチャルりぼんガール＆ボーイ - ゆわ、るか、（うーさん）